# Inmaculado Corazón de María (Torreblanca)
El Inmaculado Corazón de María es una obra anónima realizada en el siglo xx. Está ubicado en la Parroquia del Inmaculado Corazón de María de Torreblanca, en Sevilla (Andalucía, España).

## Historia
Los orígenes de la imagen, realizada en escayola, resultan desconocidos; generalmente se asume que fue creada a comienzos o mediados del siglo xx y que procede casi con toda seguridad de los talleres de imaginería religiosa de Olot al igual que el resto de las esculturas del templo, aunque también se ha adjudicado a Antonio Castillo Lastrucci (lo único que se sabe con certeza es que ya se encontraba en Torreblanca en 1958, año en que se fundó la Hermandad del Inmaculado Corazón de María). El hecho de que existan varias estatuas casi idénticas repartidas por España y el extranjero refuerza la tesis de que la pieza salió de los talleres de Olot, dedicados desde sus orígenes a la producción en serie, destacando en este aspecto las imágenes de análoga advocación veneradas respectivamente en la Iglesia de Santa Catalina de La Solana (Ciudad Real), en la Iglesia de San Ildefonso de Brazatortas (Ciudad Real), en la Parroquia del Inmaculado Corazón de María  de Aldea Blanca (Tenerife), en la Parroquia del Inmaculado Corazón de María de la Ciudad de Guatemala (Guatemala), en la Parroquia Santo Domingo de Guzmán de Las Sierritas (Managua, Nicaragua), en la Parroquia Inmaculado Corazón de María de Bahía Blanca (provincia de Buenos Aires, Argentina), y en la Iglesia de San Agustín de Manila (Filipinas). Todas estas imágenes presentan sin embargo pequeñas diferencias entre sí las cuales podrían deberse a la costumbre en los talleres de realizar ligeras modificaciones a los modelos originales con el fin de crear otros nuevos; estas variaciones no se limitan a la policromía o a pequeños fragmentos sino que también afectan a los atributos, lo que explicaría el gran parecido del Inmaculado Corazón de María de Torreblanca con una imagen representativa de otra advocación: la estatua de Santa Bárbara custodiada en la Ermita del Calvario de Almodóvar del Campo (Ciudad Real), donde además se venera otra imagen del Inmaculado Corazón de María prácticamente idéntica a la de Torreblanca a nivel escultórico. Sumado a lo anterior, en caso de tratarse de una obra elaborada en Olot, el molde empleado en su factura se podría corresponder con una imagen realizada por alguno de los más insignes escultores de la escuela paisajística olotina, entre ellos Miquel Blay, Eduard Alentorn, Manel Traité, Joaquim Claret, Miquel Oliveras, Joan Llagostera, Eusebi Arnau, los hermanos Joan y Josep Clarà, Felip Coscolla, Joaquim Ferrés, Narcís Salgueda, Leonci Quera, Albert Rosa y fray José María de Vera, permitiendo fechar la creación de la escultura matriz (realizada probablemente en barro) como muy pronto en 1880, año en que se dio inicio en Olot a este procedimiento artesanal.

## Descripción
La imagen, de bulto redondo, posee los caracteres técnicos y artísticos típicos de la escultura del siglo xx. Realizada en escayola policromada, la pieza cuenta con añadidos posteriores, el más importante una aureola estrellada elaborada en metal plateado. La escultura es de un elevado nivel de calidad y posee un acabado de gran realismo; la escayola fue preparada a la manera tradicional, con las manos y el rostro pintados al óleo, mientras que los ropajes cuentan con una capa de imprimación y una ornamentación a base de policromía al temple sobre oro falso. A nivel artístico, la obra hace gala de una iconografía conocida como «arte de San Sulpicio»; este arte fue desarrollado a finales del siglo xix por un considerable número de artistas asentados en el barrio parisino de Saint-Sulpice, lugar frecuentado por los hermanos Marian y Joaquim Vayreda, fundadores junto con Josep Berga Boix de los talleres de Olot, detalle que vincula fuertemente a la pieza con esta industria. En la imagen de Torreblanca la representación de esta advocación mariana es la tradicional, si bien la policromía es la propia de los talleres: túnica granate, manto azul ultramar, toca blanca y sandalias marrones. La Virgen aparece con el brazo derecho extendido y la mano abierta en un gesto retórico, mientras que con la mano izquierda sujeta el manto al tiempo que lo aparta para dejar al descubierto su pecho, sobre el que figura un corazón en relieve atravesado por una espada, elemento inconfundible de esta iconografía.

## Restauración
En 2005 la empresa Sturmio, famosa por sus trabajos en la Catedral de Sevilla, intervino la imagen debido a su estado de deterioro. La pieza fue retirada del retablo mayor del templo y trasladada a los talleres de restauración, propiedad de la familia Seco Velasco, el 6 de junio de 2005, celebrándose el 4 de junio un solemne besamanos, el primero de su historia, por disposición de la Junta de Gobierno de la hermandad, encabezada por el hermano mayor Joaquín Romero Álvarez, compositor de la Salve dedicada a la Virgen. Previsto el regreso de la imagen para mediados o finales del mes de agosto, la obra retornó finalmente a su sede el 3 de septiembre, oficiándose una misa de acción de gracias.

### Conservación
Tras un análisis efectuado el 19 de mayo de 2005, se pudo constatar que la imagen había sido sometida con anterioridad a una intervención perjudicial que supuso la eliminación de datos relativos a su estado de conservación; esta intervención consistió en la aplicación de policromía con el fin de aumentar el nivel de realismo de la pieza, incluyendo el tapado de grietas y roturas con pintura que pese a su baja calidad se fusionaba con el resto del cromatismo. También se descubrió el añadido de oro falso en zonas con pérdidas (propio de la época y tipología en la que se encuadra la escultura) e incluso la aplicación, de forma muy tosca, de purpurina, detectada a raíz de su oxidación puesto que el oro auténtico no sufre este fenómeno. En lo tocante a la aureola, esta presentaba algunos daños a nivel estructural y la posibilidad de haber sido sometida a algún tipo de intervención también perjudicial.
En lo que respecta a los daños experimentados por la imagen, el soporte debió sufrir algún impacto debido a la presencia de numerosas grietas, lo que suponía un grave problema al tratarse de una figura de escayola puesto que la fragilidad y las condiciones climatológicas influyen considerablemente en este material. A mayores, en las fisuras había acumulada una gran cantidad de polvo que elevaba en gran medida los niveles de humedad. Por su parte, la túnica exhibía pequeñas pérdidas volumétricas, concentradas en su mayoría en el borde de un pliegue, causadas probablemente a raíz de un golpe. El estrato no presentaba casi ningún daño, siendo los únicos desperfectos unos leves levantamientos, mientras que el rostro destacaba por ser la parte que más intervenciones había sufrido debido a que era el área con más repintes, los cuales mantenían oculto el auténtico cromatismo, además de contar con preparación no original destinada a tapar grietas.
La policromía era con diferencia la parte más perjudicada. La figura se hallaba completamente repintada, lo que impedía un estudio sobre el estado del cromatismo original, el cual debía de encontrarse en malas condiciones debido a los numerosos retoques efectuados sobre la pieza, destinados principalmente a disimular grietas en zonas tan visibles como las manos y el rostro. Las pérdidas en general eran mínimas y se reducían a la pintura y, en menor medida, la preparación, siendo de mucha mayor consideración el nivel de desgaste, localizado en su mayoría en el área del manto, donde se podía apreciar el óxido del oro falso, aunque los repintes afectaban sobre todo al rostro, posiblemente intervenido para disimular erosiones producto de roces causados por elementos de carácter externo. Lo que provocó mayores daños a la pieza fue la acumulación de suciedad en las grietas y la adherencia de la misma a la superficie de la figura, el hollín del humo de las velas y la superposición de numerosas capas de barniz, todas oscurecidas como consecuencia de su oxidación. Pese a que este daño no ponía en peligro la integridad estructural de la imagen, sí le afectaba negativamente a nivel estético ya que adulteraba los volúmenes y mantenía ocultos a la vista del público los matices y las tonalidades de la policromía original.

### Intervención

#### Reintegración volumétrica
La base fue tratada para impedir desprendimientos de estrato y policromía mediante la colocación directamente sobre la superficie de papel japonés y cola sintética. A mayores se acopló una base nueva a la ya existente, empleándose para ello madera tratada y considerando los anclajes pertinentes para su instalación en un paso procesional, entonces aún inexistente. Este proceso fue acometido llevando a cabo un tratamiento de carácter preventivo contra xilófagos y bacterias, para lo cual se examinó el emplazamiento de la figura en el templo y los posibles agentes causantes del deterioro. Para poder acoplar la base se procedió en primer lugar al tratamiento de la original; a continuación se retiraron los puntos de fijación y se limparon los restos del adhesivo antiguo; posteriormente se creó la base nueva haciendo uso de madera tratada contra agentes externos de biodeterioro; después se unieron ambas bases mediante elementos de sujeción, reforzado todo con cola; se incluyeron pletinas de metal con vistas a fijar la escultura a un paso procesional, destinadas a mantener la imagen firme (impidiendo roces y vibraciones) además de evitar el contacto directo entre la peana de la escultura y el paso para así favorecer su conservación; más tarde se sellaron las grietas, se aplicaron varias capas de preparación, se acometió un proceso de embolado, se doró la imagen con oro fino y, por último, se aplicó una capa de protección final.
La figura debió ser corregida a causa de las deformidades producto de los desplazamientos causados por las grietas, tras lo cual se consolidó la pieza para impedir que su integridad estructural se viese comprometida. Las grietas más problemáticas y que suponían una seria amenaza para la obra se hallaban en la zona de la cabeza y alrededores; estas grietas fueron selladas mediante la inyección de resina (ya en el estudio previo se valoró el empleo, entre otras, de resina acrílica, epoxídica, sintética y vinílica). En lo tocante al resto de zonas con pérdida de volumen, se procedió a realizar una mezcla de sulfato de calcio y cola natural, habiéndose considerado previamente la opción de usar cola sintética idéntica al material base en caso de no resultar adecuada la cola natural. En cuanto a la aureola, esta fue tratada en los propios talleres de restauración por parte de orfebres. Con el fin de impedir futuras pérdidas volumétricas además de afianzar las partes añadidas mediante cola y papel japonés, se inyectó en los levantamientos cola diluida en fungicida y agua destilada, mientras que las áreas descohesionadas fueron fijadas colocando los diferentes estratos con una espátula caliente. La reintegración volumétrica se acometió con estuco similar al original el cual fue posteriormente lijado para nivelarlo, aplicándose después una capa de imprimación para impedir absorciones.

#### Reintegración cromática
En lo relativo a la policromía, se decidió mantener los repintes, teniendo en cuenta los criterios de conservación y restauración tanto nacionales como internacionales además de su carácter de imagen destinada al culto. La tarea inicial consistió en limpiar el polvo acumulado de forma mecánica para después asegurar las áreas con poca sujeción a los estratos inferiores, presentes en gran medida en los bordes de las grietas y en las partes con pérdida de volumen. Posteriormente se efectuó una limpieza química de la policromía y la eliminación de las capas protectoras, oscurecidas a causa del óxido, mediante el empleo de disolventes, habiéndose realizado previamente una cata de solubilidad en función del material a eliminar (dorado, pintura o carnaduras) y de la zona a tratar. Tras este proceso se retiraron todos aquellos repintes que alteraban la pieza a nivel estético además de edulcorar su historia, labor que en el estudio previo se dispuso ejecutar tanto con bisturí como químicamente. Después se llevó a cabo la reintegración cromática propiamente dicha mediante técnica acuosa, ajustando con barniz los pigmentos aglutinados. En las áreas con presencia de dorados en los estofados y en los ornamentos más detallados la reintegración se realizó con mica en polvo mezclada con barnices; el uso de mica en polvo resultó la mejor opción dado su nula oxidación y su idoneidad en secciones de escaso tamaño, donde lograr una homogeneidad con oro fino hubiese resultado demasiado complejo, teniendo en cuenta además que el oro empleado originalmente en la pieza es falso. En cuanto a los desgastes más extensos, estos fueron unificados con pigmentos mezclados con barniz, disponiéndose finalmente dos capas de barniz de resina natural aplicadas con brocha y pulverizador, adaptando el brillo a las características de la imagen.

## Legado
El Inmaculado Corazón de María de Torreblanca se erige como la devoción más antigua del barrio sevillano ya que su parroquia fue la primera en ser levantada. Procesionada desde 2006 en el mes de junio con motivo de su festividad, la imagen de la Virgen figura en un mural azulejado encima de la puerta de entrada de la iglesia; en un monolito, también azulejado, instalado en 2011 en el eucaliptal del parque del Tamarguillo; en varios carteles anunciadores de la romería de Torreblanca; y en el simpecado de la hermandad, donde aparece representada en un relieve elaborado en plata en 1991, año en que el estandarte empezó a procesionar al Santuario de Nuestra Señora del Rocío. Sumado a lo anterior, la imagen ha sido empleada por Ecclesia, portal de información religiosa de la Conferencia Episcopal y la cadena COPE, para ilustrar publicaciones online relativas a la devoción mariana del mismo modo que la Fundación Centro Medjugorje, la diócesis de Málaga, la archidiócesis de Granada, el portal Moncloa y la Fraternidad Sacerdotal San Pío X.